# Ang Thong (stad)
Ang Thong (Thais: อ่างทอง) is een stad in Centraal-Thailand. Ang Thong is hoofdstad van de provincie Ang Thong en het district Ang Thong. De stad heeft ongeveer 12.000 inwoners en ligt aan de rivier de Menam (Chao Phraya).
In het klooster Wat muang staat het grootste Boeddhabeeld van Thailand, wereldwijd het negende in grootte: de Mahaminh Sakayamunee Visejchaicharn. Het is 92 meter hoog en 63 meter breed en werd opgetrokken tussen 1990 en 2008.